# Doubek
Doubek è un comune della Repubblica Ceca facente parte del distretto di Praha-východ, in Boemia Centrale.